# Patty Kazmaier Memorial Award
Der Patty Kazmaier Memorial Award ist eine Eishockeytrophäe der US-amerikanischen National Collegiate Athletic Association (NCAA). Sie wird alljährlich an die beste weibliche College-Eishockeyspielerin verliehen.
Die Auszeichnung wurde nach der früheren US-amerikanischen Eishockeyspielerin Patty Kazmaier-Sandt benannt, die zwischen 1981 und 1986 eine herausragende Verteidigerin an der Princeton University war. Sie verstarb am 15. Februar 1990 im Alter von 28 Jahren an den Folgen einer seltenen Blutkrankheit.
Die Rekordgewinnerin ist die Kanadierin Jennifer Botterill, die die Trophäe insgesamt zweimal gewinnen konnte.

## Patty-Kazmaier-Award-Gewinner

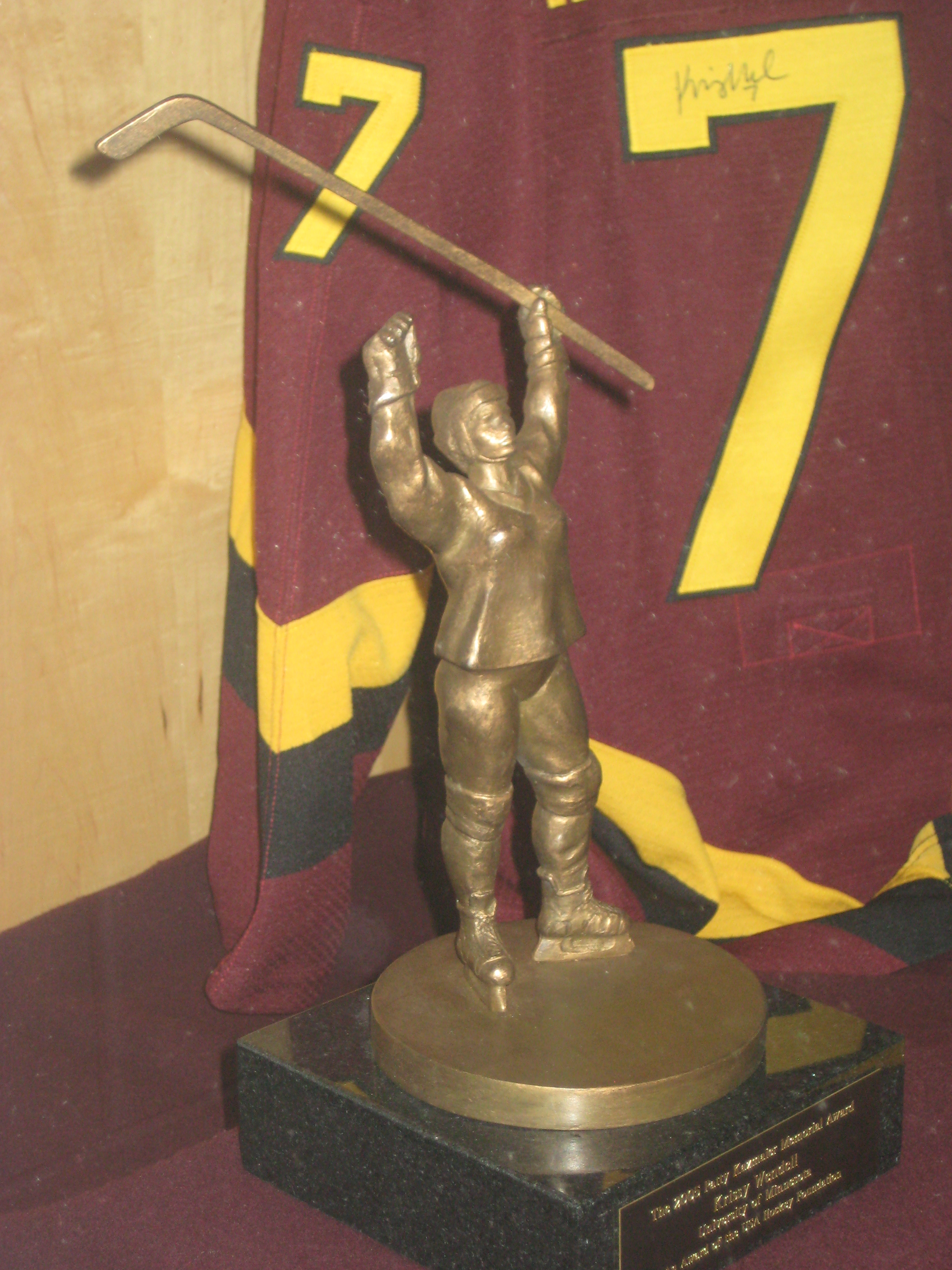
Patty Kazmaier Memorial Award

| Jahr | Spieler            | College                         |
| ---- | ------------------ | ------------------------------- |
| 2025 | Casey O’Brien      | University of Wisconsin–Madison |
| 2024 | Izzy Daniel        | Cornell University              |
| 2023 | Sophie Jaques      | Ohio State University           |
| 2022 | Taylor Heise       | University of Minnesota         |
| 2021 | Aerin Frankel      | Northeastern University         |
| 2020 | Élizabeth Giguère  | Clarkson University             |
| 2019 | Loren Gabel        | Clarkson University             |
| 2018 | Daryl Watts        | Boston College                  |
| 2017 | Ann-Renée Desbiens | University of Wisconsin–Madison |
| 2016 | Kendall Coyne      | Northeastern University         |
| 2015 | Alex Carpenter     | Boston College                  |
| 2014 | Jamie Lee Rattray  | Clarkson University             |
| 2013 | Amanda Kessel      | University of Minnesota         |
| 2012 | Brianna Decker     | University of Wisconsin–Madison |
| 2011 | Meghan Duggan      | University of Wisconsin–Madison |
| 2010 | Vicki Bendus       | Mercyhurst College              |
| 2009 | Jessie Vetter      | University of Wisconsin–Madison |
| 2008 | Sarah Vaillancourt | Harvard University              |
| 2007 | Julie Chu          | Harvard University              |
| 2006 | Sara Bauer         | University of Wisconsin–Madison |
| 2005 | Krissy Wendell     | University of Minnesota         |
| 2004 | Angela Ruggiero    | Harvard University              |
| 2003 | Jennifer Botterill | Harvard University              |
| 2002 | Brooke Whitney     | Northeastern University         |
| 2001 | Jennifer Botterill | Harvard University              |
| 2000 | Ali Brewer         | Brown University                |
| 1999 | Allison Mleczko    | Harvard University              |
| 1998 | Brandy Fisher      | University of New Hampshire     |

### Gewinner nach Schulen
| College                         | Siege |
| ------------------------------- | ----- |
| Harvard University              | 6     |
| University of Wisconsin–Madison | 6     |
| Clarkson University             | 3     |
| Northeastern University         | 3     |
| University of Minnesota         | 3     |
| Boston College                  | 2     |
| Brown University                | 1     |
| Cornell University              | 1     |
| University of New Hampshire     | 1     |
| Mercyhurst College              | 1     |
| Ohio State University           | 1     |